# Moshe Appelbaum

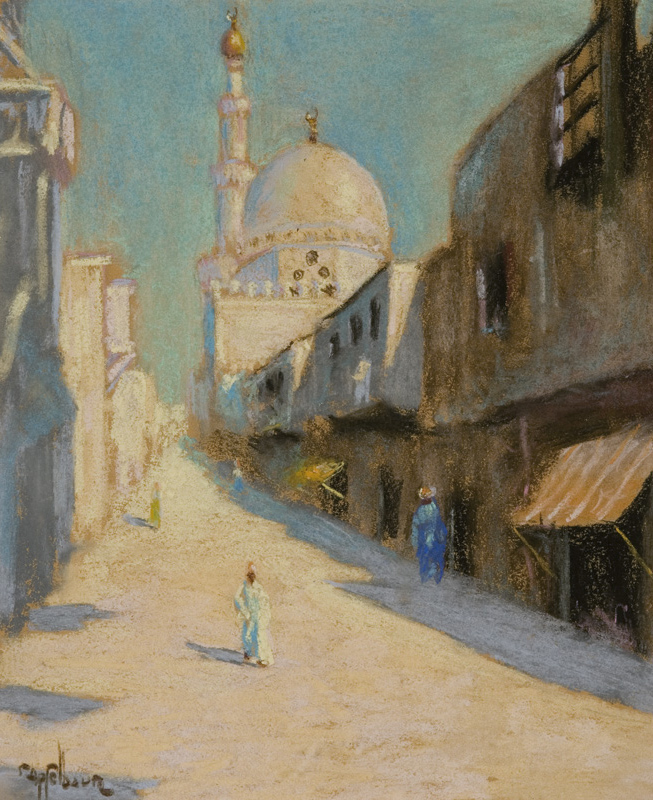
Jerusalem (ohne Jahr)

Moshe Appelbaum (hebräisch משה אפעלבוים, jiddisch Mosheh Apelboym, auch Mosheh Applebaum, Moses Appelbaum; geboren 1887 in Mszczonów, Russisches Kaiserreich; gestorben 1931 in Krakau, Polen) war ein jüdisch-polnischer Maler, Grafiker und Bühnendesigner.

## Leben
Maurycy Apfelbaum erhielt eine traditionelle jüdische Erziehung und zeigte bereits in jungen Jahren großes zeichnerisches Talent. Da er in der traditionell jüdischen Lebensumgebung keine Möglichkeit sah, seine künstlerischen Ambitionen umzusetzen, verließ er mit 15 Jahren das Elternhaus und verdingte sich als Gehilfe eines Malers. Im Jahr 1903 erhielt er eine Beschäftigung als Grafiker in einem lokalen Textilunternehmen. 1905 ging er nach Wien und besuchte dort die Kunsthochschule. Er reiste durch Deutschland und die Niederlande und kam 1907 nach England, wo er zwei Jahre lang eine Kunstschule in Liverpool besuchte. Bis 1916 lebte er in London, wo 1918 seine erste, vielbeachtete Ausstellung stattfand. Dennoch kehrte er 1919 nach Polen zurück und wohnte in Warschau. Dort war er 1921 Mitgründer einer jüdischen Künstlervereinigung und arbeitete u. a. auch für jiddische Theater, darunter am Warschauer Jiddischen Kunsttheater (WIKT) und in Międzyrzec Podlaski zusammen mit Hirsch–Liber Podolak. Er war dabei einer der Pioniere eines modernen Bühnenbildes und griff konstruktivistische und expressionistische Stilmittel auf. In den 1920er-Jahren schuf er Bilder für die Synagogen von Łomża und Bedzin. Diese Fresken sind laut Angaben bei Hans Vollmer nicht mehr erhalten.
Er nahm an vielen Kunstausstellungen in ganz Europa teil. Seine Bilder bewegten sich in vielen Genres: Landschaftsmalerei, Stillleben, Porträtmalerei. Besonders häufig stellte er das traditionelle Leben im jüdischen Shtetl dar. In seine Bilder ließ er auch Elemente des Kubismus und Expressionismus einfließen. 1931 starb er in Krakau an Tuberkulose.
1931 fanden in Warschau und Katowice Gedenkausstellungen durch die Jüdische Gesellschaft zur Verbreitung der Schönen Künste statt.